# Tetsuo Kagawa
| Asteroidi scoperti: 112 | Asteroidi scoperti: 112 | Asteroidi scoperti: 112 |
| ----------------------- | ----------------------- | ----------------------- |
| 9123 Yoshiko            | 24 marzo 1998           |                         |
| (9992) 1997 TG19        | 8 ottobre 1997          | [1]                     |
| 10227 Izanami           | 4 novembre 1997         | [1]                     |
| (10393) 1997 RF8        | 4 settembre 1997        | [1]                     |
| 10619 Ninigi            | 27 novembre 1997        | [1]                     |
| (10899) 1997 WN13       | 24 novembre 1997        | [1]                     |
| (11153) 1997 YB10       | 25 dicembre 1997        | [1]                     |
| (11362) 1998 EN9        | 6 marzo 1998            |                         |
| (11403) 1999 BW         | 16 gennaio 1999         |                         |
| (11676) 1998 CQ2        | 6 febbraio 1998         |                         |
| (13791) 1998 VC         | 1º novembre 1998        |                         |
| (14205) 1999 BC4        | 18 gennaio 1999         |                         |
| (14216) 1999 VW1        | 4 novembre 1999         |                         |
| (14547) 1997 TF19       | 8 ottobre 1997          | [1]                     |
| (14982) 1997 TH19       | 8 ottobre 1997          | [1]                     |
| (15024) 1998 TB         | 2 ottobre 1998          |                         |
| (15401) 1997 VE4        | 4 novembre 1997         | [1]                     |
| (16981) 1999 AU7        | 11 gennaio 1999         |                         |
| 17746 Haigha            | 30 gennaio 1998         | [1]                     |
| (18641) 1998 EG10       | 6 marzo 1998            |                         |
| (19371) 1997 YP11       | 27 dicembre 1997        | [1]                     |
| (19621) 1999 RE1        | 4 settembre 1999        |                         |
| (20263) 1998 FF16       | 25 marzo 1998           |                         |
| (21982) 1999 XL8        | 4 dicembre 1999         |                         |
| (22762) 1998 YM12       | 27 dicembre 1998        |                         |
| (24195) 1999 XD36       | 6 dicembre 1999         |                         |
| (25236) 1998 UT6        | 18 ottobre 1998         |                         |
| (25249) 1998 UV22       | 31 ottobre 1998         |                         |
| (25261) 1998 VX5        | 11 novembre 1998        |                         |
| (25385) 1999 UC3        | 20 ottobre 1999         |                         |
| (25446) 1999 XF2        | 4 dicembre 1999         |                         |
| (26330) 1998 WN5        | 20 novembre 1998        |                         |
| (26967) 1997 RZ7        | 4 settembre 1997        | [1]                     |
| (26974) 1997 TJ19       | 8 ottobre 1997          | [1]                     |
| (28006) 1997 XM5        | 3 dicembre 1997         | [1]                     |
| (28215) 1998 YE1        | 16 dicembre 1998        |                         |
| (29635) 1998 VP5        | 9 novembre 1998         |                         |
| (29721) 1999 AC21       | 13 gennaio 1999         |                         |
| (29733) 1999 BA4        | 18 gennaio 1999         |                         |
| (30104) 2000 FA3        | 27 marzo 2000           |                         |
| (31119) 1997 RP1        | 3 settembre 1997        | [1]                     |
| (31222) 1998 BD30       | 26 gennaio 1998         | [1]                     |
| (31353) 1998 TE         | 2 ottobre 1998          |                         |
| (31386) 1998 YG1        | 16 dicembre 1998        |                         |
| (31607) 1999 GQ5        | 15 aprile 1999          |                         |
| (33356) 1999 AM3        | 9 gennaio 1999          |                         |
| (33378) 1999 CE14       | 13 febbraio 1999        |                         |
| (35395) 1997 XM10       | 4 dicembre 1997         | [1]                     |
| (35475) 1998 EP9        | 6 marzo 1998            |                         |
| (38087) 1999 JN         | 6 maggio 1999           |                         |
| (39975) 1998 HY6        | 20 aprile 1998          |                         |
| (40411) 1999 RM3        | 6 settembre 1999        |                         |
| (40757) 1999 TS8        | 5 ottobre 1999          |                         |
| (40758) 1999 TT8        | 5 ottobre 1999          |                         |
| (41041) 1999 VV1        | 4 novembre 1999         |                         |
| (44448) 1998 UU22       | 31 ottobre 1998         |                         |
| (44477) 1998 WL5        | 20 novembre 1998        |                         |
| (44553) 1999 CH5        | 12 febbraio 1999        |                         |
| (45070) 1999 XA36       | 6 dicembre 1999         |                         |
| (45262) 2000 AG2        | 3 gennaio 2000          |                         |
| (47028) 1998 VG31       | 12 novembre 1998        |                         |
| (47222) 1999 VR8        | 8 novembre 1999         |                         |
| (49267) 1998 UU6        | 18 ottobre 1998         |                         |
| (49299) 1998 VU5        | 11 novembre 1998        |                         |
| (49301) 1998 VD6        | 11 novembre 1998        |                         |
| (49342) 1998 WE3        | 18 novembre 1998        |                         |
| (49434) 1998 YB1        | 16 dicembre 1998        |                         |
| (49435) 1998 YH1        | 16 dicembre 1998        |                         |
| (49437) 1998 YY3        | 17 dicembre 1998        |                         |
| (49444) 1998 YO7        | 22 dicembre 1998        |                         |
| (49498) 1999 CO5        | 12 febbraio 1999        |                         |
| (49706) 1999 VB21       | 10 novembre 1999        |                         |
| (49862) 1999 XC104      | 9 dicembre 1999         |                         |
| (49988) 2000 AE5        | 3 gennaio 2000          |                         |
| (50309) 2000 CO40       | 4 febbraio 2000         |                         |
| (53027) 1998 WM5        | 20 novembre 1998        |                         |
| (53120) 1999 AE21       | 13 gennaio 1999         |                         |
| (53554) 2000 CH2        | 2 febbraio 2000         |                         |
| (56069) 1998 YL5        | 17 dicembre 1998        |                         |
| (56080) 1999 AN3        | 9 gennaio 1999          |                         |
| (56217) 1999 HH3        | 25 aprile 1999          |                         |
| (59120) 1998 XT8        | 11 dicembre 1998        |                         |
| (59177) 1999 AT7        | 11 gennaio 1999         |                         |
| (59359) 1999 DV         | 16 febbraio 1999        |                         |
| (59801) 1999 PY4        | 8 agosto 1999           |                         |
| (66204) 1999 BA26       | 28 gennaio 1999         |                         |
| (74313) 1998 US6        | 18 ottobre 1998         |                         |
| (74823) 1999 TD15       | 10 ottobre 1999         |                         |
| (79769) 1998 UH8        | 22 ottobre 1998         |                         |
| (79792) 1998 VQ5        | 9 novembre 1998         |                         |
| (79793) 1998 VR5        | 9 novembre 1998         |                         |
| (79914) 1999 CK3        | 7 febbraio 1999         |                         |
| (80103) 1999 PA         | 2 agosto 1999           |                         |
| (80665) 2000 BD11       | 28 gennaio 2000         |                         |
| (85873) 1999 CE1        | 5 febbraio 1999         |                         |
| (85968) 1999 GB2        | 8 aprile 1999           |                         |
| (96613) 1999 CG5        | 12 febbraio 1999        |                         |
| (96745) 1999 PB         | 2 agosto 1999           |                         |
| (100750) 1998 EX8       | 6 marzo 1998            |                         |
| (101401) 1998 VD        | 7 novembre 1998         |                         |
| (101408) 1998 VC6       | 11 novembre 1998        |                         |
| (101460) 1998 WH7       | 23 novembre 1998        |                         |
| (101565) 1999 AD21      | 13 gennaio 1999         |                         |
| (101601) 1999 CM        | 4 febbraio 1999         |                         |
| (101900) 1999 QH        | 18 agosto 1999          |                         |
| (101904) 1999 RD1       | 4 settembre 1999        |                         |
| (103014) 1999 XD104     | 9 dicembre 1999         |                         |
| (120972) 1998 WE4       | 20 novembre 1998        |                         |
| (121208) 1999 PZ4       | 8 agosto 1999           |                         |
| (129753) 1999 DG3       | 21 febbraio 1999        |                         |
| (137045) 1998 VE        | 7 novembre 1998         |                         |
| (168441) 1998 WD3       | 18 novembre 1998        |                         |
| - [1] con Takeshi Urata |                         |                         |

Tetsuo Kagawa (香川哲男; 1969) è un astronomo giapponese.
È un prolifico scopritore di asteroidi, ne ha scoperti più di 100.
In suo onore l'asteroide 1993 CN è stato chiamato 6665 Kagawa .